# Ortogonalização
Em álgebra linear, ortogonalização é o processo de encontrar um conjunto de vetor ortogonal que gera um subespaço específico. Formalmente, começando com um conjunto linearmente independente de vetores {v1, ... , vk} em um espaço com produto interno (mais frequentemente o espaço euclidiano Rn), o processo de ortogonalização resulta em um conjunto de vetores ortogonais {u1, ... , uk} que geram o mesmo subespaço que os vetores v1, ... , vk. Todo vetor do novo conjunto é ortogonal a todos os demais vetores do novo conjunto; e o novo conjunto e o antigo possuem o mesmo espaço gerado.
Além disso, se o objetivo for obter vetores que são unitários, então o procedimento é chamado de ortonormalização.
Também é possível realizar o processo de ortonormalização com relação a qualquer forma bilinear simétrica (não necessariamente um produto interno, e não necessariamente sobre os números reais), mas os algoritmos usuais podem se deparar com divisão por zero nesta situação mais geral.

## Algoritmos de ortogonalização
Estes são alguns dos métodos de ortogonalização:
- Processo de Gram–Schmidt, que utiliza projeção
- Transformação de Householder, que utiliza reflexão
- Rotação de Givens

Quando a ortogonalização é feita em um computador, geralmente prefere-se utilizar a transformação de Householder em vez do processo de Gram–Schmidt uma vez que ela é mais estável numericamente, ou seja, os erros de arredondamento tendem a ter efeitos menos graves.
Por outro lado, o processo de Gram–Schmidt produz o j-ésimo vetor ortogonalizado depois da j-ésima iteração, enquanto que a ortogonalização por reflexões de Householder produz todos os vetores somente no fim do processo. Isso faz com que somente o processo de Gram–Schmidt seja aplicável a métodos iterativos como a iteração de Arnoldi.
A rotação de Givens é paralelizada mais facilmente do que as transformações de Householder.